# 리 킹솔빙
리 킹솔빙(Lee Kinsolving, 1938년 8월 30일 ~ 1974년 12월 4일)은 미국의 배우, 연극 배우, 텔레비전 배우이다.
보스턴에서 태어났으며 팜비치에서 사망하였다.

## 영화
- 다크 앳 더 탑 오브 더 스테어스 (1960년)